# Мелат Кеджета
Мелат Їсак Кеджета (англ. Melat Yisak Kejeta, нар. 27 вересня 1992) — німецька (з березня 2019) легкоатлетка ефіопського походження, яка спеціалізується у бігу на довгі дистанції.
17 жовтня 2020 була другою на чемпіонаті світу з напівмарафону (1:05.18) та здобула «бронзу» в складі німецької збірної за підсумками командного заліку. Показаний результат став новим рекордом Європи, більше ніж на хвилину переважаючи попереднє досягнення (1:06.25), яке з 2007 належало нідерландці кенійського походження Лорні Кіплагат.

## Основні міжнародні виступи
| Рік  | Змагання                        | Місто  | Місце | Дисципліна   | Примітки    |
| ---- | ------------------------------- | ------ | ----- | ------------ | ----------- |
| 2019 | Берлінський марафон             | Берлін | 6     | марафон      |             |
| 2020 | Чемпіонат світу з напівмарафону | Гдиня  | 2     | напівмарафон | [ 1 ] [ 2 ] |